# Superkondensator

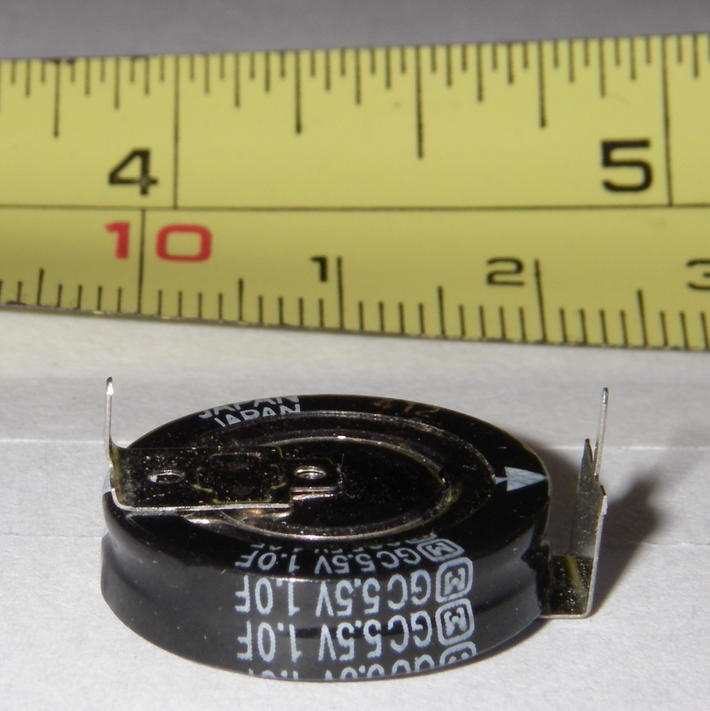
Modern superkondensator med kapacitansen 1 Farad.

Superkondensator (eller kemisk kondensator) är en typ av kondensator med mycket hög kapacitans, den kan lagra mycket höga elektriska laddningar. Den höga kapacitansen uppnås genom det elektriska dubbelskiktet, vilket innebär en mycket stor yta mellan kondensatorns "plattor". Då en större yta innebär större kapacitans så är detta önskvärt. Att ytan blir stor beror på att molekylerna i kondensatorn är vecklade kring varandra.

## Användningsområden
Den höga kapacitansen kan användas för att lagra energi. Vanligtvis används kemiska batterier för mobil energilagring men kondensatorer kan laddas och urladdas energi betydligt snabbare än batterier. Dessutom kan kondensatorer laddas i betydligt fler laddningscykler än batterier. Detta betyder att superkondensatorer är mycket användbara vid kortvarig energilagring, där de går igenom många laddningscykler utan att degraderas. Några användningsområden är exempelvis att lagra bromsenergin hos fordon eller för att öppna utrymningsdörrar i flygplan, eftersom dessa områden kräver snabb lagring eller snabb tillgång till stora mängder energi. Däremot är energitätheten i superkondensatorer lägre än i konventionella batterier.